# Diana Rigg
Dáma Enid Diana Elizabeth Rigg, DBE (20. července 1938 Doncaster, Spojené království – 10. září 2020) byla anglická herečka známá svou roli Bond girl Teresy di Vicenzo v bondovce V tajné službě Jejího Veličenstva (1969), ze ztvárnění tajné agentky Emmy Peelové v seriálu The Avengers, kde se objevila v 51 dílech mezi lety 1965–1968 a jako Olenna Tyrell ve seriálu Hra o trůny (2013–17).
V roce 1989 získala cenu BAFTA pro nejlepší herečku za roli Heleny Vessey v seriálu Mother Love produkovaném pro BBC. Za ztvárnění paní Danversové ve filmu Mrtvá a živá (v orig. Rebecca) obdržela cenu Emmy pro nejlepší herečku ve vedlejší roli.
Diana Rigg se stala v roce 1988 komandérem Řádu Britského impéria (Commander of the Order of the British Empire – CBE) a později v roce 1994 také rytířem – komandérem (Dame Commander of the Order of the British Empire – DBE).

## Osobní život
Narodila se ve městě Doncaster v South Yorkshire drážnímu inženýrovi Louisi Riggovi and Beryl Helliwellové. Od svých dvou měsíců do osmi let žila s rodinou v indickém Bikaneru, kde byl její otec zaměstnán jako železniční technik. Od té doby hovořila plynně hindsky. Poté byla poslána domů do Anglie, aby navštěvovala internátní školu Moravian School ve vesnici Fulneck poblíž Pudsey v anglickém západním Yorkshire.
V letech 1973–1976 byla provdána za izraelského malíře Menachema Gueffena, podruhé pak za britského divadelního producenta Archibalda Stirlinga (1982–1990). Měli spolu dceru Rachael Stirlingovou (nar. 1977), která je také herečkou.

## Herecká filmografie
- 2017 – Victoria (TVS)
- 2017 – A Christmas Carol Goes Wrong (TV film)
- 2017 – Breathe
- 2015 – Professor Branestawm Returns (TV film)
- 2013 – Doktor Who (TVS)
- 2011 – Hra o trůny (2011–2019 TVS)
- 2006 – Barevný závoj
- 2005 – Heidi děvčátko z hor
- 2005 – Komparz (televizní seriál)
- 2003 – Karel II. – Moc a vášeň (TVS)
- 2001 – Viktorie a Albert (TV)
- 2000 – Na počátku (TV)
- 1999 – The Mrs. Bradley Mysteries (TVS)
- 1998 – The American (TV)
- 1998 – The Mrs Bradley Mysteries: Speedy Death (TV)
- 1998 – Parting Shots
- 1997 – Mrtvá a živá (TV)
- 1996 – Biblické příběhy: Samson a Dalila (TV)
- 1996 – Moll Flandersová (TV)
- 1995 – The Haunting of Helen Walker (TV)
- 1995 – Zoja (TV)
- 1994 – Agentka s digitálním srdcem (TV)
- 1994 – Správný muž v Africe / Správný chlap v Africe
- 1993 – Genghis Cohn (TV)
- 1992 – Mrs. 'arris Goes to Paris (TV)
- 1991 – Backstage at Masterpiece Theatre (TV)
- 1989 – Mother Love (TVS)
- 1988 – Cannon Movie Tales: Cinderella
- 1988 – Sněhurka a sedm trpaslíků
- 1988 – Unexplained Laughter (TV)
- 1987 – Cannon Movie Tales: Beauty and the Beast
- 1987 – Hazard srdcí (TV)
- 1986 – The Worst Witch (TV)
- 1985 – Bleak House (TVS)
- 1983 – King Lear (TV)
- 1982 – Little Eyolf (TV)
- 1982 – Witness for the Prosecution (TV)
- 1982 – Zlo pod sluncem
- 1981 – The Great Muppet Caper
- 1980 – The Marquise (TV)
- 1980 – Mystery! (TV)
- 1979 – Oresteia (TV)
- 1977 – A Little Night Music
- 1975 – In This House of Brede (TV)
- 1973 – Diana (televizní seriál)
- 1973 – Krvavé divadlo
- 1971 – Nemocnice
- 1970 – Julius Caesar
- 1969 – The Assassination Bureau
- 1969 – V tajné službě Jejího Veličenstva
- 1968 – A Midsummer Night's Dream
- 1964 – The Comedy of Errors (televizní film)
- 1962 – Our Man in the Caribbean
- 1961 – The Avengers (TVS)

### Dokumenty
- 2003 – Broadway: The Golden Age, by the Legends Who Were There
- 2002 – Bondovy dívky jsou věčné (televizní film)
- 2000 – Avenging the Avengers (video film)
- 1999 – Příběh Jamese Bonda (televizní film)